# Štíhlovka východní
Štíhlovka východní (Dolichophis jugularis) je had z čeledi užovkovití. Žije ve východní části Řecka, na Kypru a na Blízkém východě. V mládí má cihlové zabarvení s tmavými skvrnami, starší hadi jsou černí. Obvykle dosahuje délky okolo 200 cm, ale výjimečně může dorůst až téměř 3 metry, což ho činí jedním z nejdelších hadů Evropy. Jako habitat preferuje otevřený prostor polí, křovinaté vegetace a lesostepí do nadmořských výšek 1500 m. Často je možno ho nalézt na stromě, zdi či křovisku. Živí se malými savci, ptáky, ještěrkami a hady. Není jedovatý, ale výjimečně může v případě podráždění kousnout. Z hlediska člověka je považován za velmi užitečného hada, protože loví malé hlodavce, kteří škodí na úrodě.
Vytváří tři poddruhy
- Dolichophis jugularis asianus (Boettger, 1880)
- Dolichophis jugularis cypriacus (Zinner, 1972)
- Dolichophis jugularus jugularis (Linnaeus, 1758)

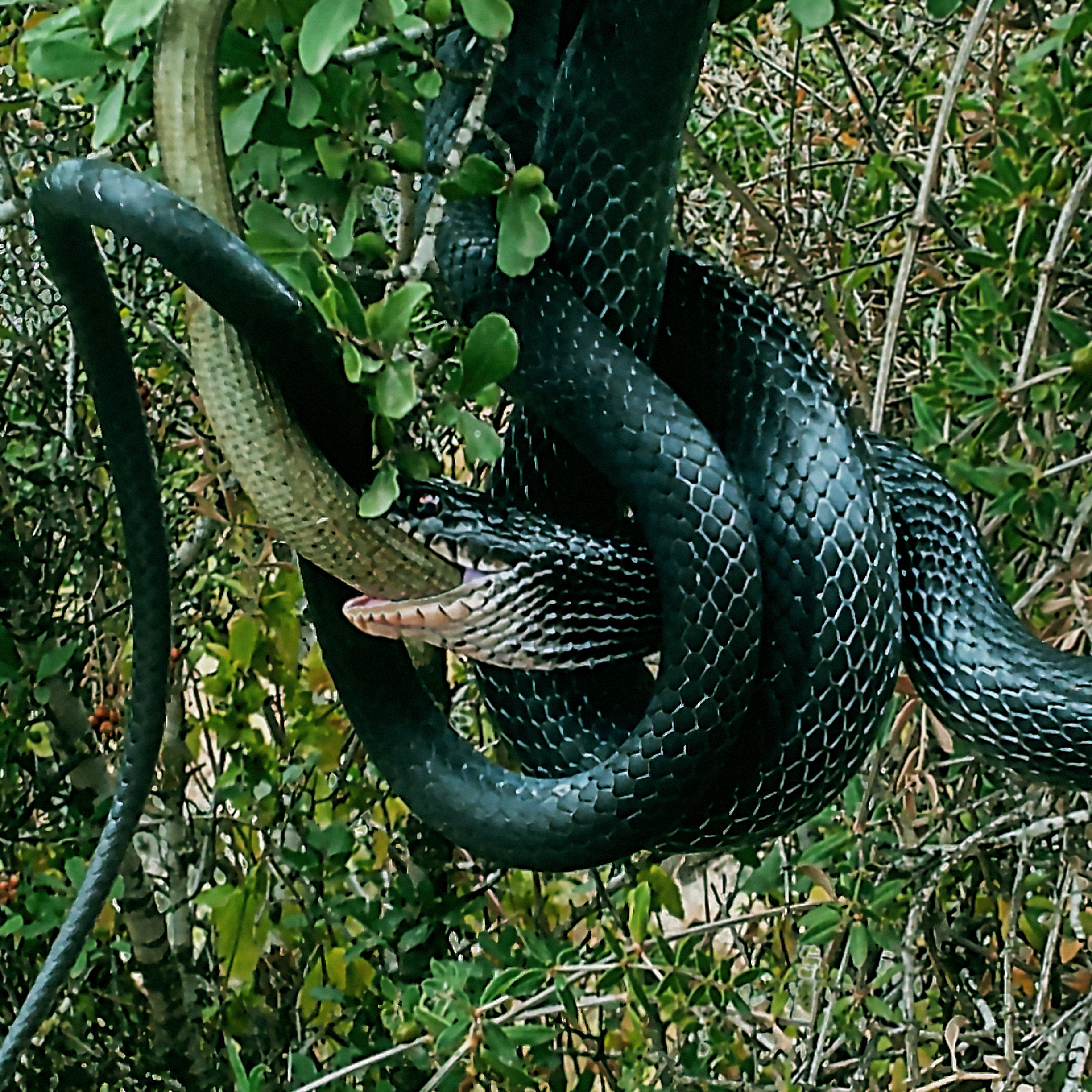
Štíhlovka východní požírající blavora žlutého